# Rundfunkjahr 1985

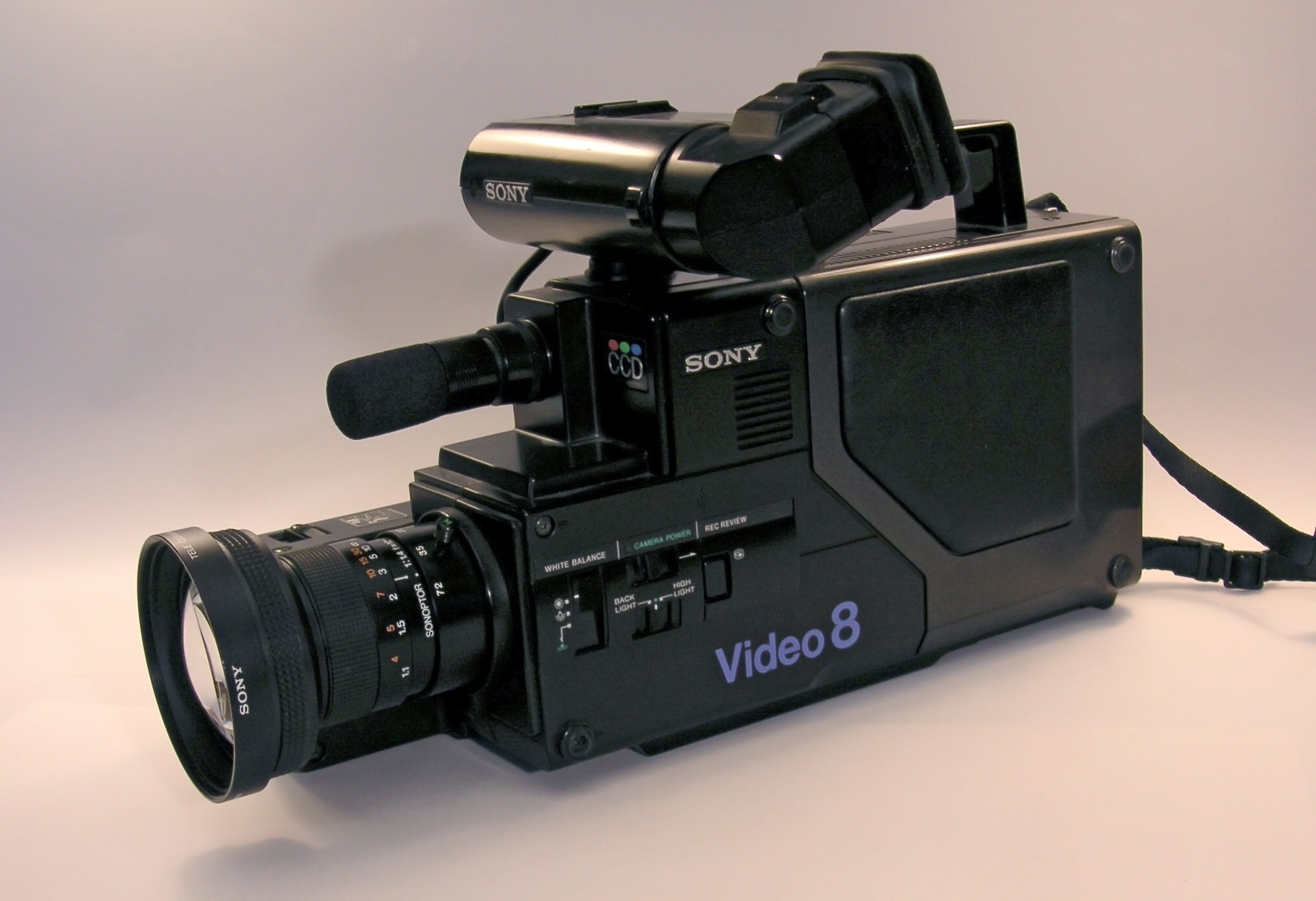
Video 8-Kamera der ersten Generation von Sony

Liste der Rundfunkjahre

◄◄ | ◄ | 1981 | 1982 | 1983 | 1984 | Rundfunkjahr 1985 | 1986 | 1987 | 1988 | 1989 | ► | ►►

Weitere Ereignisse

## Allgemein
- Sony stellt den Video 8-Standard vor. Die Kassetten, die etwa die Größe einer Philips-Kompaktkassette haben, nehmen bis zu ihrer Ablösung durch digitale Formate um die Jahrtausendwende das größte Marktsegment unter den Amateurfilmformaten ein. Neben dem Einsatz in Kameras werden – kaum verbreitete – Standgeräte gebaut, für die bis Ende der 1980er-Jahre auch bespielte Kassetten angeboten werden.
- In Montpellier, Frankreich wird die Organisation Reporter ohne Grenzen (Reporters sans frontièrs) gegründet. Ziel ist es, weltweit für Pressefreiheit und gegen Zensur einzutreten.
- Der US-amerikanische Medienwissenschaftler Neil Postman veröffentlicht seine Studie Wir amüsieren uns zu Tode (Amusing Ourselves To Death) in dem er die Haupthese vertritt, dass das Aufkommen des Fernsehens die kritische Urteilskraft der Öffentlichkeit gegenüber dem Buchdruckzeitalter erheblich geschwächt habe.
- 1. Januar – Gründung der GfK GmbH zur Zuschauerforschung.
- 17. Juni – John Hendricks gründet den Discovery Channel. Der Sender, der sich auf Reisedokus spezialisiert, erreicht, in örtliche Kabelnetze eingespeist, schon bald in den USA mehr als 30 Millionen Abonnenten.
- 23. Juli – Der amerikanische Computerhersteller Commodore stellt den ersten Computer der Amiga-Serie vor. Besonders geschätzt werden seine Grafik- und Multimedialeistungen.

## Hörfunk
- 24. März – ÖR, das Mantelprogramm der Bundesländerprogramme des ORF, strahlt die 10.000. Ausgabe des Mittagsmagazins Autofahrer unterwegs aus. Die Sendung ist seit 1957 im Programm.
- 28. März – Bei der Liveübertragung eines Roger-Waters-Konzerts aus der New Yorker Radio City Music Hall kommt zum ersten Mal in der Rundfunkgeschichte das Prinzip der Holophonie zum Einsatz.
- 20. Mai – Das gegen Kuba gerichtete US-Programm Radio Martí geht auf Sendung.
- 7. Oktober – Der BR strahlt die erste Folge des Computermagazins Bit, byte, gebissen aus. Es handelt sich um das erste Computermagazin im deutschsprachigen Hörfunk.

## Fernsehen

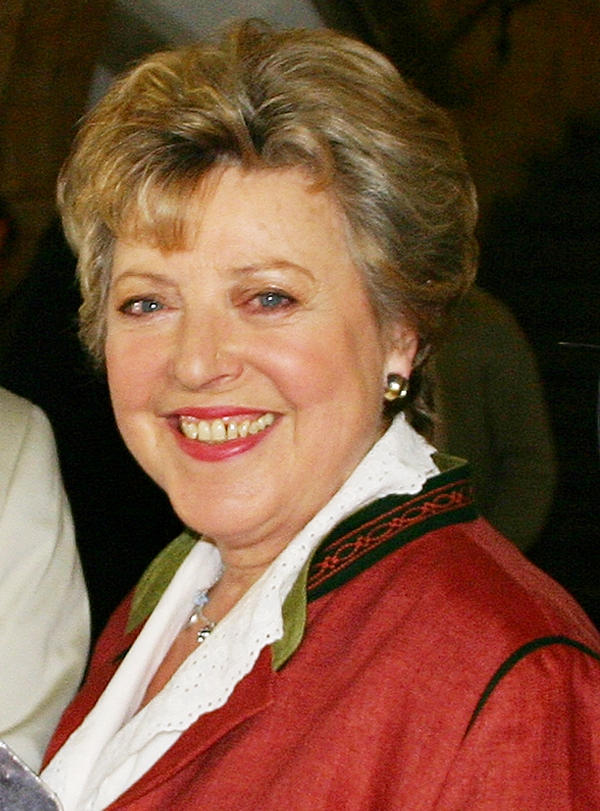
1985: Nach dem Vorbild von Coronation Street beginnt der WDR mit der Produktion der Lindenstraße. Von Anfang an mit dabei ist Marie-Luise Marjan in der Rolle der „Mutter Beimer“

- 1. Januar – Der Fernsehsender PKS benennt sich in Sat.1 um.
- 7. Januar – Auf FS1, dem ersten Fernsehkanal des ORF, ist die erste Ausgabe der Kindernachrichtensendung Mini-ZiB zu sehen.
- 7. Januar – Sat.1 strahlt die erste Folge der Krimireihe Hardcastle & McCormick im deutschsprachigen Fernsehen aus.
- 7. Januar – Im Ersten Deutschen Fernsehen ist erstmals die deutsche Fernsehserie Kleine Stadt,ich liebe dich zu sehen.
- 16. Januar – Das Erste Deutsche Fernsehen strahlt für Kinder Die Jagd nach dem Bunyip aus.
- 17. Januar – Das Erste zeigt für alle Zuschauer Extratour.
- 19. Januar – Die einstündige Talkshow Dall-As mit Karl Dall hat bei RTLplus Premiere.
- 22. Januar – Das Erste Deutsche Fernsehen übernimmt die englische Serie Immer Ärger mit Tom.
- 25. Januar – Auf Sat.1 feiert das wöchentliche Musik und Jugendmagazin Bravo TV Premiere.
- 27. Januar – Bei der Verleihung der 42. Golden Globes werden die Fernsehserien Mord ist ihr Hobby und Die Bill Cosby Show ausgezeichnet.
- 28. Januar – Das Fragespiel denkmal ist erstmals beim ZDF zu sehen.
- 18. März – Die australische Rundfunkanstalt Seven Network zeigt die erste Folge der Seifenoper Nachbarn.
- 17. Mai – Das DDR-Fernsehen strahlt die erste Folge der Unterhaltungsserie Zahn um Zahn aus.
- 23. Mai – Auf Sat.1 startet die australische Inselserie Holiday Island in deutscher Erstausstrahlung.
- 29. Mai – Die Katastrophe von Heysel während des Endspiels um den Europapokal der Landesmeister, in deren Verlauf 39 Menschen ums Leben kommen, ist teilweise live im Fernsehen mitzuverfolgen. Viele TV-Stationen, darunter das ZDF, brechen ihre Liveeinstiege ab.
- 29. Mai – Auf ABC wird die erste Folge der Serie MacGyver ausgestrahlt.
- 3. Juni – Auf CNN ist die erste Folge der täglichen Talkshow Larry King Live, moderiert von Larry King, zu sehen. Zum Markenzeichen der Sendung, die auf Stilelemente der Late-Night-Shows zurückgreift, wird das auf einem Schreibtisch platzierte Mikrophon und der dahinter sitzende, stets Hosenträger und Hornbrille tragende Gastgeber.
- 9. Juni – Deutschsprachige Premiere der US-Serie Hotel im ZDF. Für Österreich steigt der ORF am 17. Juni mit den ersten elf Episoden ein.
- 27. Juni – Die 58-teilige US-Krimiserie Trio mit vier Fäusten hat Premiere im ZDF.
- 29. August – Die ARD beginnt mit der Ausstrahlung von Fernsehsendungen in Stereoton.
- 30. August – Das ZDF lässt die Städteturnier auf Sendung starten.
- 30. August – Das ZDF zeigt die 8-teilige Krimiserie Alte Gauner.
- 1. September – Start der Sendung Finale mit Burkhard Weber, Matthias Preuss und Ulli Potofski bei RTLplus.
- 12. September – Das ZDF übernimmt Die Nervensäge als TV-Serie.
- 18. September – Die 13-teilige Familienserie Levin und Gutman ist in deutscher Erstausstrahlung auf Das Erste zu sehen.
- 22. September – Die 12 hat bei RTLplus Premiere.
- 1. Oktober – Das Erste Deutsche Fernsehen strahlt nach der Spätausgabe der Tagesschau Nachtgedanken mit Hans-Joachim Kulenkampff vor dem Sendeschluss aus.
- 2. Oktober – Die 13-teilige Musikserie Blam! hat im Ersten Deutschen Fernsehen Premiere.
- 22. Oktober – Im ZDF ist die erste Folge der Arztserie Die Schwarzwaldklinik zu sehen.
- 1. Dezember – Start des interaktiven Fernsehspiels Simsalabim Bam Bum oder Der Barometermacher auf der Zauberinsel nach einer Idee von Ernst Wolfram Marboe auf ORF und ZDF.
- 8. Dezember – Das Erste strahlt um 18:40 Uhr die erste Folge der Lindenstraße aus. Bis 2020 wird die Serie einmal wöchentlich (sonntags) ausgestrahlt.
- 25. Dezember – Das ZDF strahlt den ersten Teil der Weihnachtsserie Oliver Maass aus.
- 28. Dezember – Die ARD strahlt im Ersten Deutschen Fernsehen Willkommen im Club moderiert von Harald Juhnke aus.

## Geboren
- 28. Mai – Carey Mulligan, britische Schauspielerin (Waking the Dead, Doctor Who) wird in London geboren.
- 11. Oktober – Michelle Trachtenberg, US-amerikanische Schauspielerin (Rolle d. Georgina Spanks in der TV-Jugendserie Gossip Girl, Dawn Summers in Buffy – Im Bann der Dämonen) wird in New York City geboren († 2025).
- 5. Dezember – Frankie Muniz, US-amerikanischer Schauspieler (Malcolm mittendrin) wird in Ridgewood, New Jersey geboren.

## Gestorben
- 6. Januar – O. F. Weidling, deutscher Fernsehentertainer stirbt 60-jährig in Dresden.
- 12. Februar – Nicholas Colasanto, US-amerikanischer Schauspieler (Barkeeper Coach in Cheers) stirbt 61-jährig in Los Angeles.
- 28. Februar – Charita Bauer, US-amerikanische Seriendarstellerin (Springfield Story) stirbt 62-jährig in New York City.
- 25. Mai – Ludwig Anschütz, deutscher Schauspieler und Hörspielsprecher stirbt 83-jährig in Stuttgart.
- 25. Juli – Adolf Ziegler, deutscher Schauspieler und Hörspielsprecher stirbt 86-jährig in München.
- 2. Oktober – Rock Hudson, US-amerikanischer Schauspieler (Der Denver-Clan) stirbt wenige Wochen vor seinem 60. Geburtstag in Beverly Hills.
- 5. Oktober – Peter Paul, deutscher Schauspieler, stirbt 74-jährig in München. Er agierte in zahlreichen Fernsehfilmen und Hörspielen.
- 10. Oktober – Orson Welles, US-amerikanischer Regisseur, Schauspieler und Produzent stirbt 70-jährig in Los Angeles.
- 25. Dezember – Jacques Monod, französischer Film- und Fernsehschauspieler stirbt 67-jährig in Paris.